# Fiat 1900
La Fiat 1900 a été présentée au Salon de l'automobile de Paris en octobre 1952, avec la carrosserie de la Fiat 1400 lancée en 1950 qui fut la première voiture produite par le constructeur italien FIAT à adopter une caisse autoporteuse au lieu du traditionnel châssis. De plus, ce fut la première voiture à avoir été conçue après la Seconde Guerre mondiale et qui put bénéficier de nouvelles technologies. Tous les modèles des autres constructeurs étaient des reprises d'anciens modèles d'avant-guerre.
La voiture, berline spacieuse et luxueuse, était équipée d'un moteur essence de 70 ch qui autorisait une vitesse de 140 km/h. Une version cabriolet fut aussi proposée à partir de 1954. 
La décision définitive quant à sa motorisation a fait l'objet d'un long processus. À l'origine, il était prévu de l'équiper d'un moteur 8 ou 6 cylindres, dérivé de la fameuse Fiat 8V. Mais c'est finalement une solution plus simple qui fut choisie afin de maintenir un prix de vente dans une fourchette acceptable, se servir du moteur 4 cylindres de la Fiat 1400, à course courte et spécialement conçu pour permettre un accroissement de cylindrée, et de le porter à 1,9 litre. 
La ligne de carrosserie très moderne et le châssis très élaboré de la Fiat 1400 semblaient prédestinés et n'ont nécessité que très peu d'adaptations pour répondre aux exigences de la clientèle désireuse d'une voiture de luxe. La Fiat 1900 offrait des performances très supérieures avec une finition « luxueuse » qui faisaient la distinction avec la Fiat 1400.

Si la structure était fondamentalement identique à celle de la Fiat 1400, la Fiat 1900 se caractérisait par un équipement de haute qualité et des détails élaborés. L'équipement standard comprenait un volant rappelant la noble écaille de tortue, la radio et, à gauche du tableau de bord, un instrument rond, le « Tachimedion », qui indiquait la vitesse moyenne. Les sièges étaient revêtus de cuir ou de velours et comportaient des accoudoirs centraux à l'avant comme à l'arrière, les tapis de sol étaient en laine épaisse, le coffre tout comme le compartiment moteur étaient éclairés, l'éclairage intérieur de l'habitacle était commandé par des contacts de portières, un luxe très rare à l'époque. Les feux initialement appelés « phares » puis « feux de ville » étaient des feux de stationnement et des clignotants combinés.

## Le moteur Fiat type 105, 1,9 litre, 58-60 ch
Un moteur 4 cylindres n'était pas acceptable pour la clientèle de voitures de luxe, en termes de vibrations. Fiat a choisi d'équiper la Fiat 1900 d'un embrayage hydraulique contre les vibrations. Cette solution est finalement devenue une vertu car le conducteur n'avait plus besoin d'actionner l'embrayage au démarrage, il lui suffisait d'accélérer avec la 2e vitesse engagée. Le premier rapport n'était nécessaire que lorsqu'il y avait une forte pente. La 5e vitesse était conçue comme un overdrive. En 4e vitesse, on pouvait rouler sans changer de rapport de 30 à 130 km/h.
Le moteur Fiat type 105, dérivé de celui de la Fiat 1400, était tellement robuste qu'il fut utilisé en tant que diesel sans modifications majeures. Il équipera plusieurs modèles de voitures mais aussi d'utilitaires diesel pendant plus de 20 ans. 

## Les modèles concurrents
Il y avait peu de voitures comparables à la Fiat 1900 sur le marché des années 1952/53. 
Mercedes construisait les types 170 et 220 avec leurs ailes arrière saillantes, la Opel Kapitän, ces deux modèles reposaient encore sur des châssis à longerons. Seul Borgward avait un modèle à carrosserie ponton aussi moderne que Fiat, la Hansa 1800 de 60 ch pour 8 880 DM ou la Renault Frégate de 58 ch pour 10 950 DM. Une Porsche 1500 de 55 ch coûtait 14 700 DM. En 1953, la Fiat 1400 berline coutait 9 200 DM, la Fiat 1400 Cabriolet 13.850 DM avec radio en série et la Fiat 1900 berline 12.430 DM.

## La production
La Fiat 1400 fut fabriquée en Italie jusqu'en 1959 à 179 392 exemplaires ; la Fiat 1900 jusqu'en 1959 à environ 20 000 exemplaires.

## Les différentes versions

### Fiat 1900
La Fiat 1900 reprend la partie carrosserie de la Fiat 1400 lancée en 1950. cette première série restera en fabrication jusqu'en 1954. Cette voiture, berline spacieuse et luxueuse, était équipée d'un moteur essence Fiat type 105 de 1.901 cm3 développant 60 ch DIN qui autorisait une vitesse de 135 km/h. 
La gamme "1900" comprend la berline à 4 portes, un cabriolet 2 portes avec capote en toile et une version Coupé "Granluce", sorte de berline à 2 portes mais allongée.
Cette voiture de classe supérieure a été une des toutes premières à offrir un autoradio de série et une boîte de vitesses à 5 rapports.
Au Salon de Turin de 1953, Fiat présente la "1400D" équipée d'un moteur Diesel Fiat type 305 de 1 901 cm3 développant 40 ch DIN à 3 200 tr/min. Ce moteur, très novateur pour l'époque, équipera également le petit utilitaire Fiat 615 et la Fiat Campagnola mais ne sera jamais monté sur la "1900".
Environ 10.000 exemplaires de cette version seront fabriqués.

### Fiat 1900 A
En 1954, Fiat lance une version actualisée, la "1900 A" dont la puissance du moteur a été portée à 70 ch DIN. 
À l'extérieur, les principales modifications concernent l'ajout de deux feux antibrouillard intégrés dans la calandre et la dimension de la lunette arrière qui a été notablement augmentée. L'aménagement intérieur reçoit une finition encore plus luxueuse. De nombreuses améliorations ont été apportées notamment le tableau de bord a été entièrement redessiné. 
La puissance du moteur a été augmentée de 5 ch et le réservoir de carburant est passé de 48 à 55 litres.
Ce sont 7027 exemplaires de cette version "A" qui seront fabriqués.

### Fiat 1900 B
En 1956, Fiat lance une nouvelle version de la 1900, la 1900 B reconnaissable à son feu de brouillard au centre de la calandre. 

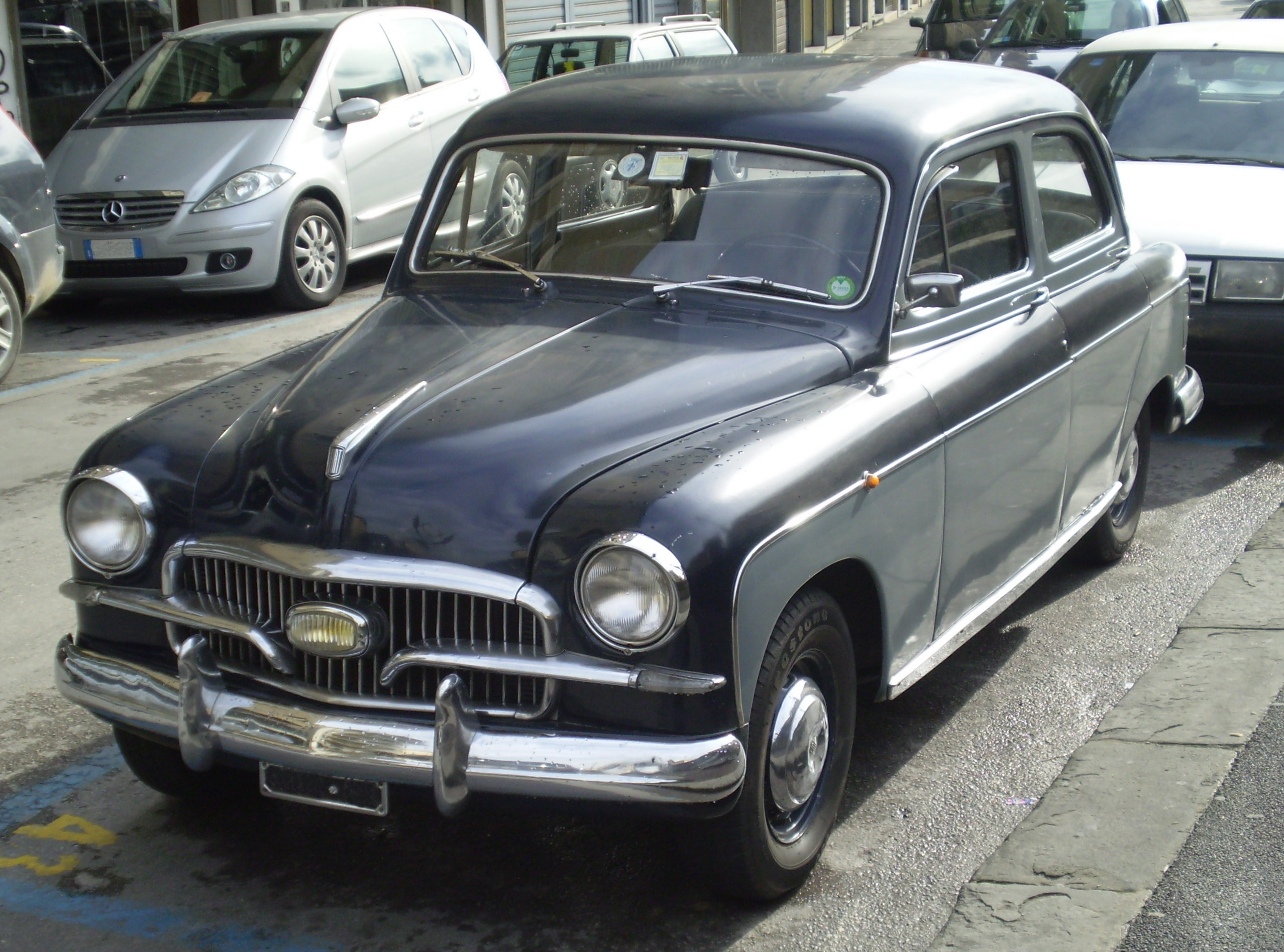
Fiat 1400 B

Cette version n'a bénéficié que de changements mineurs. La grille de radiateur a été modifiée et un phare antibrouillard a été installé en son milieu au lieu des deux précédemment. Sur la version Granluce, les deux feux ont été conservés, directement fixés sur le parechocs chromé. La finition intérieure de l'habitacle a été améliorée pour mieux répondre aux exigences de la clientèle. Les deux variantes bénéficient de performances accrues du moteur dont la puissance est désormais de 80 ch avec une vitesse maximale de 145 km/h.
Certaines sources prétendent que à peine 2.500 exemplaires de cette version "B" ont été fabriqués, ce qui porterait le total à 20.000 exemplaires produits.

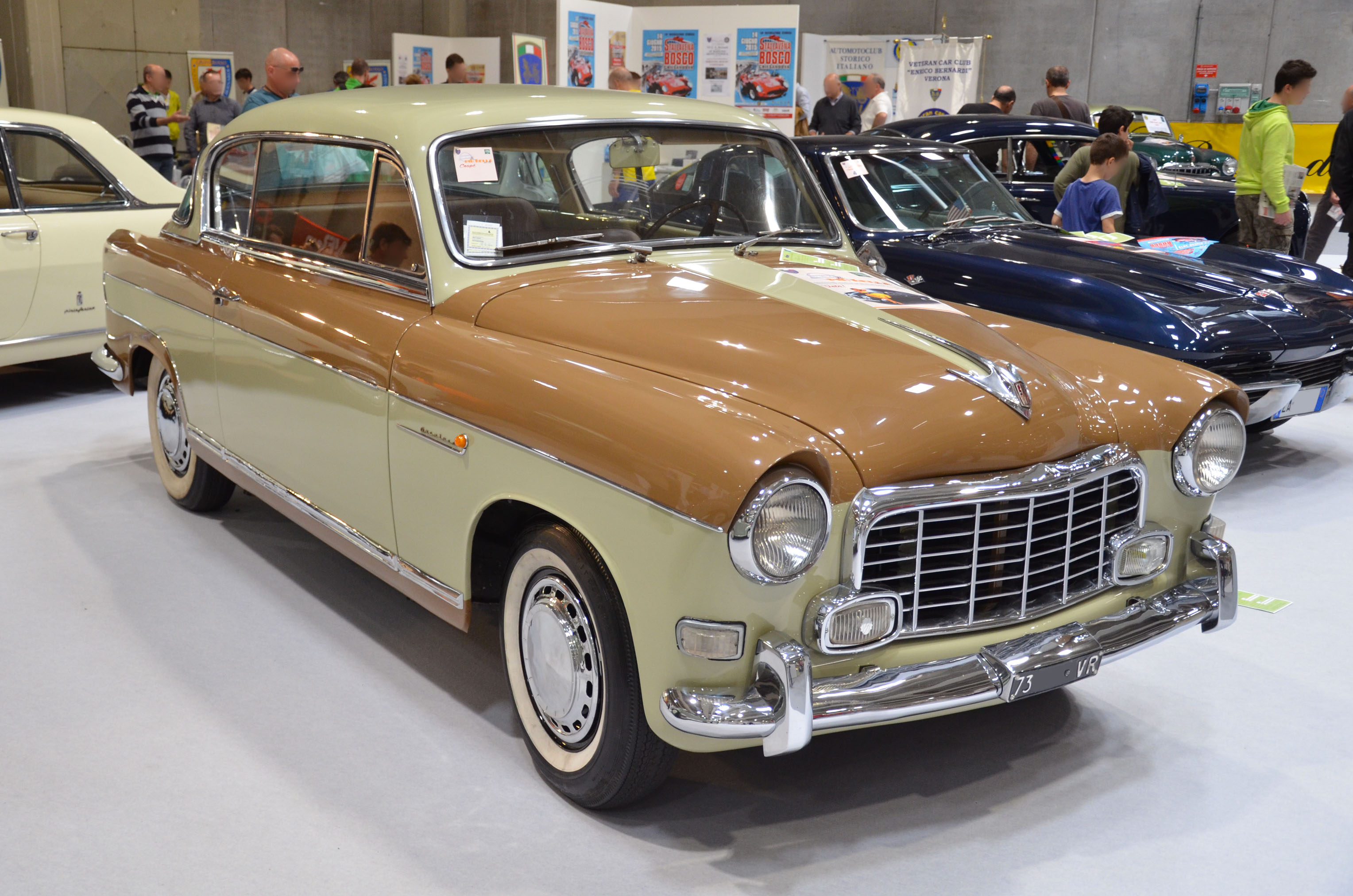
Fiat 1900 Granluce

### Fiat 1900 Coupé Granluce
Le coupé appelé Granluce avait une carrosserie spéciale fabriquée par la division "Carrozzerie Speciali Fiat". 
Le nom était bien choisi, l'intérieur était beaucoup plus léger que dans la limousine avec les fenêtres relativement petites. L'appellation Granluce souligne la deuxième caractéristique positive de sa belle carrosserie sans montant central, ce qui permet une excellente visibilité de tous les côtés.
Les données publiées des archives Fiat mentionnent 3.729 exemplaires fabriqués.

## Curiosité
Une version limousine à 8 places a été proposée par le carrossier Francis Lombardi.

## La Fiat 1900 à l'étranger
Ce modèle, qui était un haut de gamme pour l'époque, ne fut pas fabriqué qu'en Italie mais aussi dans d'autres pays :
- Espagne : Seat 1400. Ce fut avec cette voiture que débuta, le 13 novembre 1953, date de la sortie de la première Fiat-Seat de l'usine de Barcelone, l'aventure automobile du tout nouveau constructeur Seat qui venait de voir le jour avec l'aide de Fiat. Présentée en 1953 à Barcelone, la Seat 1400 sera fabriquée jusqu'en 1964 à 99 043 exemplaires ; elle sera remplacée par la Seat 1500, voiture construite sur la base des Fiat 1500L et Fiat 1800.
- Ex Yougoslavie : Zastava 1400 BJ. C'est également en 1954 que Fiat et Zastava signèrent des accords de fabrication sous licence des modèles de la gamme Fiat en Yougoslavie. La Fiat 1400 fut la première d'une longue série.
- Allemagne - Fiat-NSU a fabriqué les deux modèles commercialisés Fiat-NSU 1400 et 1900.
- Autriche - Fiat Steyr a fabriqué et commercialisé les modèles Fiat Steyr 1400 et Fiat Steyr 2000 versions A & B, et Fiat Steyr 2300 Sport.